# Charles Mayer
Charles Mayer (ur. 7 stycznia 1882 w Molsheim, zm. 5 maja 1972 w Sonomie) – amerykański bokser.
W 1904 roku na letnich igrzyskach olimpijskich w St. Louis zdobył złoty medal w kategorii średniej wygrywając w finale z Benjaminem Spradleyem i srebrny w kategorii ciężkiej przegrywając w finale z Samuelem Bergerem. W 1905 roku został amatorskim mistrzem kraju w kategorii średniej.